# Cristiano Malgioglio, Vol.1
Cristiano Malgioglio, Vol.1 è una raccolta di Cristiano Malgioglio pubblicata nel 2011 solo in formato digitale dalla Ri-Fi.

## Tracce
1. Adesso io ti dico basta
2. Nel tuo corpo
3. Scandalo
4. Amanti di nudità
5. Cuore solitario
6. Maledizione io l'amo
7. Mi commuovi
8. Rincorrerci, cadere, amarci
9. Riprendi me, riprendo te
10. Tu mio padre tu mia madre
11. Ambiguità
12. E' questione d'amore
13. Io sono unico
14. Moca (Senti)
15. Quanto costa